# Vlagyimir Petrovics Keszarev
Vlagyimir Petrovics Keszarev (oroszul: Владимир Петрович Кесарев; Moszkva, 1930. február 26. – 2015. január 19.) szovjet válogatott orosz labdarúgóhátvéd, edző.
A szovjet válogatott tagjaként részt vett az 1958-as labdarúgó-világbajnokságon és az 1960-as labdarúgó-Európa-bajnokságon, ahol aranyérmet nyertek.

## Pályafutása

### Klubcsapatban
Keszarev egész futballpályafutása során a Gyinamo Moszkvánál játszott. 1956-ban került a Gyinamo első csapatába, és ebben az évben debütált a  szovjet élvonalban. 1957-ben megnyerték a szovjet bajnokságot, majd 1959-ben és 1963-ban is megismételték ezt a sikert. Az 1965-ös szezon végén fejezte be a profi pályafutását.
A Gyinamőban összesen 194 bajnoki mérkőzésen játszott, és 1 gólt szerzett.

### A válogatottban
1957. szeptember 22-én mutatkozott be a szovjet válogatottban, a Magyarország elleni 2–1-re megnyert barátságos mérkőzésen. 1958-ban meghívást kapott  a svédországi világbajnokságra. Ezen a tornán öt mérkőzésen lépett pályára: Anglia (2–2), Ausztria (2–0), Brazília (2–0) ellen, majd újra Anglia (1–0) ellen és a Svédország elleni negyeddöntőben (0–2).
1960-ban a Szovjetunió válogatottjában szerepelt az 1960-as labdarúgó-Európa-bajnokságon. A győztes együttes tagja lett, de a tornán egyetlen találkozón sem lépett pályára. 
1957 és 1960 között 14 mérkőzésen játszott a válogatottban.
A moszkvai Trojekurovszkoje temetőben temették el.

## Statisztika

### A válogatottban
| Szovjetunió | Szovjetunió   | Szovjetunió |
| Év          | Pályára lépés | Gól         |
| ----------- | ------------- | ----------- |
| 1957        | 2             | 0           |
| 1958        | 8             | 0           |
| 1959        | 2             | 0           |
| 1960        | 2             | 0           |
| Összesen    | 14            | 0           |

## Fordítás
- Ez a szócikk részben vagy egészben  a   Władimir Kiesariew című lengyel Wikipédia-szócikk ezen változatának fordításán alapul.  Az eredeti cikk szerkesztőit annak laptörténete sorolja fel. Ez a jelzés csupán a megfogalmazás eredetét és a szerzői jogokat jelzi, nem szolgál a cikkben szereplő információk forrásmegjelöléseként.